# Equisetum variegatum
L'Equiseto variegato (Equisetum variegatum Schleich., 1797) è una pianta erbacea perenne appartenente alla famiglia Equisetaceae.

## Sistematica
La pianta di questa scheda appartiene alla grande divisione delle Pteridophyte, gruppo di piante più primitive rispetto alle Angiosperme, senza organi sessuali distinti, che si propagano e riproducono per mezzo di spore. La famiglia di appartenenza (Equisetaceae) comprende il solo genere Equisetum con circa 20 o 30 specie (a seconda dei vari Autori) delle quali una decina appartengono alla nostra flora spontanea.

Il genere è diviso in due sezioni: Hippochaete e Euequisetum. La pianta di questa scheda appartiene alla prima sezione cui appartengono specie tropicali ma anche delle zone temperate con piante sempreverdi e con stomi situati profondamente nelle “cavità vallecolari” (vedi figura sotto).

### Variabilità
Sono piante abbastanza polimorfe; in questo caso specifico un genotipo può generare diversi fenotipi dipendenti dall'ambiente chiamati anche ecotipi che spesso dai vari Autori sono considerati sottospecie distinte. La ”deriva” si manifesta soprattutto nella variabilità dell'altezza (da 30 cm si può arrivare fino a 80 cm), oppure nel tipo di portamento (eretto o prostrato). In effetti sono piante con un elevato numero di diploidi: 216 (108 copie di cromosomi). Questo numero è 5 volte superiore al numero di diploidi umani (46).

Nell'elenco che segue sono indicate alcune varietà e sottospecie (l'elenco può non essere completo e alcuni nominativi sono considerati da altri autori dei sinonimi della specie principale o anche di altre specie):
- Equisetum variegatum Schleicher fo. geminatum S.F. Blake (1913)
- Equisetum variegatum Schleicher subsp. alaskanum (AA Eaton) Hultén (1941): la guaina delle foglie è formata da denti incurvati con margini scuri.
- Equisetum variegatum Schleicher subsp. variegatum Schleicher ex F. Weber & D. Mohr: la guaina delle foglie è formata da denti eretti con margini biancastri.
- Equisetum variegatum Schleicher var. alaskanum A.A. Eaton (1904)
- Equisetum variegatum Schleicher var. alaskanum Eaton ex Gilbert (1901)
- Equisetum variegatum Schleicher var. anceps Milde
- Equisetum variegatum Schleicher var. jesupii A.A. Eaton (1901)
- Equisetum variegatum Schleicher var. meridionale Milde (1862) (sinonimo = Equisetum ×meridionale)
- Equisetum variegatum Schleicher var. multirameum S.F. Blake (1913)
- Equisetum variegatum Schleicher var. nelsonii A. A. Eaton (1904)
- Equisetum variegatum Schleicher var. trachyodon (A. Braun) J.D. Hooker (1878) (sinonimo = Equisetum × trachyodon)
- Equisetum variegatum Schleicher var. variegatum
- Equisetum variegatum Schleicher var. wilsonii (Newman) H. Watson (1844)

### Ibridi
Nell'elenco che segue sono indicati alcuni ibridi interspecifici:
- Equisetum ×hybridum Huter (1908) – Ibrido con Equisetum arvense
- Equisetum ×meridionale (Milde) Chiov. (1929) – Ibrido con Equisetum ramosissimum
- Equisetum ×nelsonii (A. A. Eaton) J. H. Schaffn. (sinonimo = E. variegatum Schleich. ex F. Weber & D. Mohr var. nelsonii A. A. Eaton)
- Equisetum xtrachyodon A. Braum - Ibrido con Equisetum hyemale: si differenzia per avere la cavità centrale del fusto piena (non vuota) e le guaine cilindriche (non svasate) delle foglie. In Italia è stato rinvenuto nella provincia di Trento, al Passo del Tonale e in Val Meledrio.

### Sinonimi
La specie di questa scheda ha avuto nel tempo diverse nomenclature. L'elenco che segue indica alcuni tra i sinonimi più frequenti:
- Equiseto variegatum Schleicher ex F. Weber & D. Mohr (1807)
- Equisetum hyemale L. (1753) subsp. variegatum (Schleicher) A. Braun (1839)
- Equisetum hyemale L. (1753) subsp. wilsonii (Newman) D. Moore & More (1866)
- Equisetum hyemale L. (1753) var. variegatum (Schleicher) Newman (1843)
- Equisetum serotinum Schur
- Equisetum tenellum Krok in Hartman (1889), non Fries
- Equisetum wilsonii Newman (1844)
- Hippochaete variegata (Schleich.) Bruhin

### Specie simili
L'“equiseto variegato” può essere confuso con la specie Equisetum ramosissimum Desf. Quest'ultima si distingue dalla specie di questa scheda per la cavità centrale del fusto più ampia (è grande oltre la metà del diametro del fusto) e per gli strobili molto più scuri; oltre naturalmente ad avere una ramosità più accentuata.

## Etimologia
Il nome generico (Equisetum) deriva dal latino e significa “crine di cavallo”. Dobbiamo a Dioscoride Pedanio (Anazarbe in Cilicia, 40 circa - 90 circa), che fu un medico, botanico e farmacista greco antico che esercitò a Roma ai tempi dell'imperatore Nerone, una delle prime descrizioni dettagliate di queste piante.

L'epiteto specifico (variegatum) deriva dal latino (“variego”) e potrebbe indicare le varietà di colori bianco-neri delle sue foglie.

Il binomio scientifico attualmente accettato (Equisetum variegatum) è stato proposto dal botanico tedesco Johann Christoph Schleicher (1768-1834) in una pubblicazione del 1797.

In lingua tedesca questa pianta si chiama Bunter Schachtelhalm; in francese si chiama Prêle panachée; in inglese si chiama Variegated Horsetail.

## Morfologia

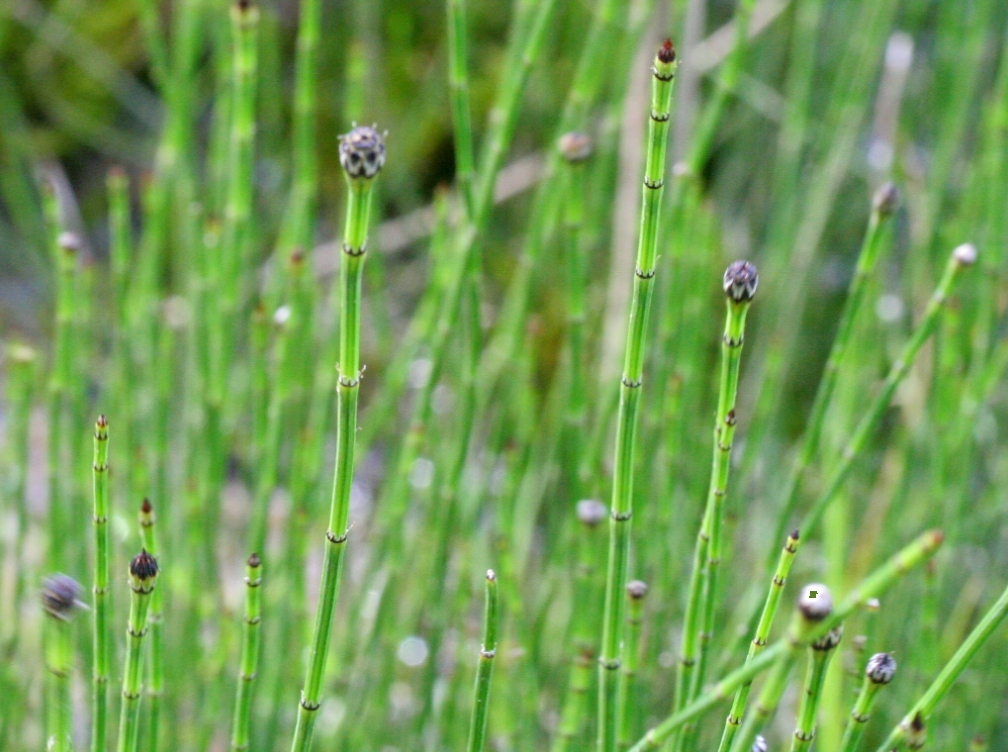
Portamento
Giardino Botanico Alpino "Giangio Lorenzoni", Pian Cansiglio, Tambre d'Alpago (BL), 1000 m s.l.m. - 14/6/2009

La forma biologica della specie è geofita rizomatosa (G rhiz), ossia sono piante perenni erbacee che portano le gemme in posizione sotterranea. Durante la stagione avversa non presentano organi aerei e le gemme si trovano in organi sotterranei detti rizomi (un fusto ipogeo dal quale, ogni anno, si dipartono radici e fusti aerei). In realtà anche durante i periodi più avversi la pianta deve continuare a vivere per cui alcuni brevi rami ipogei laterali si trasformano in tuberi rotondi contenenti sostanze di riserva per lo svernamento. L'altezza media varia da 10 a 30 cm.

### Radici
Le radici sono secondarie (fascicolate) da rizoma e di tipo avventizio. Generalmente sono dei ciuffi che si diramano dai nodi del rizoma e durano un anno al massimo.

### Fusto
- Parte ipogea: la parte ipogea del fusto consiste in un rizoma orizzontale (nero o marrone scuro) lungamente strisciante con ingrossamenti tuberiformi (vedi sopra) e varie ramificazioni a volte anche intricate che danno luogo a germogli aerei eretti e quindi ai corrispondenti fusti epigei. I germogli hanno la caratteristica di essere provvisti di una sola cellula apicale, molto grande, a forma di tetraedro (più o meno piramidale), dalla quale si generano per divisione le cellule successive per lo sviluppo del fusto adulto[2].

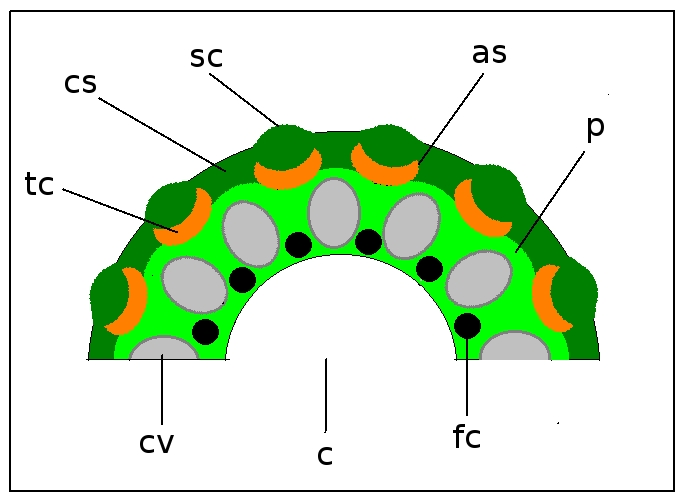
Spicchio di una sezione del fusto: sc=sclerenchimi costali; cs=cordone sclerenchimatico; tc=tessuto clorofilliano; as=aperture stomatiche; p=parenchima; cv=canali vallecolari; fc=fasci cribro-vascolari; c=grande cavità vuota

- Parte epigea: la parte epigea (detta anche più precisamente culmo) consiste in due tipi di fusti:

- fusti sterili, di colore verde e quindi fotosintetici. In questi fusti le foglie sono così poco significative che il fusto si sostituisce ad esse per il processo fotosintetico insieme a degli stomi. Le cellule di tipo clorofilliane sono profondamente immerse nelle depressioni dell'epidermide. Questi fusti sono semplici o ramificati (poco) solo alla base; i rami sono ascendenti e indivisi.

- fusti fertili atti alla riproduzione; generalmente sono non ramificati ma con nodi e internodi con un solo strobilo apicale quasi nero dotato di un mucrone acuto. Lo strobilo porta dei sporofilli (foglie modificate contenenti gli sporangi, alloggiamento delle spore - i “semi” delle Pteridophyte). Dimensione dello strobilo: altezza 5 – 12 mm; diametro 3 - 4 mm.

I fusti in generale sono persistenti, ruvidi al tatto, molto sottili e fortemente scanalati con evidenti costole (da 4 a 10) disposte longitudinalmente (sono alati); le striature verticali presentano inoltre la particolarità di essere sfalsate passando per due internodi contigui. I fusti sono cavi (cavità midollare) o fistolosi, infatti all'interno è presente una cavità centrale longitudinale almeno 2-5 volte più larga di quelle laterali chiamate anche “canali vallecolari”. In questa specie anche i fusti fertili sono verdi (contrariamente ad altre specie dello stesso genere) e quindi adatti alla funzione fotosintetica. Diametro del fusto: 1 – 3.

### Foglie
Le foglie (in questo caso chiamate più precisamente microfille) sono situate in corrispondenza dei nodi del fusto. Sono erette e appressate al fusto stesso. Sono concresciute le une alle altre e formano una specie di collaretto lobato, svasato come una guaina attorno al fusto) e non sono differenziate in picciolo e lamina fogliare; le loro dimensioni sono tali per cui ricoprono meno della metà dell'internodio. Le guaine giovani sono bianco-scariose, mentre i denti alla base sono orlati di nero. La forma è lanceolata, quasi lesiniforme di consistenza squamosa con un unico nervo dorsale e con apice acuminato persistente di colore bruno. Sono presenti al massimo una decina di denti e relative foglie saldate nella parte basale. Lunghezza delle guaine: 5 mm.

### Apparato riproduttivo

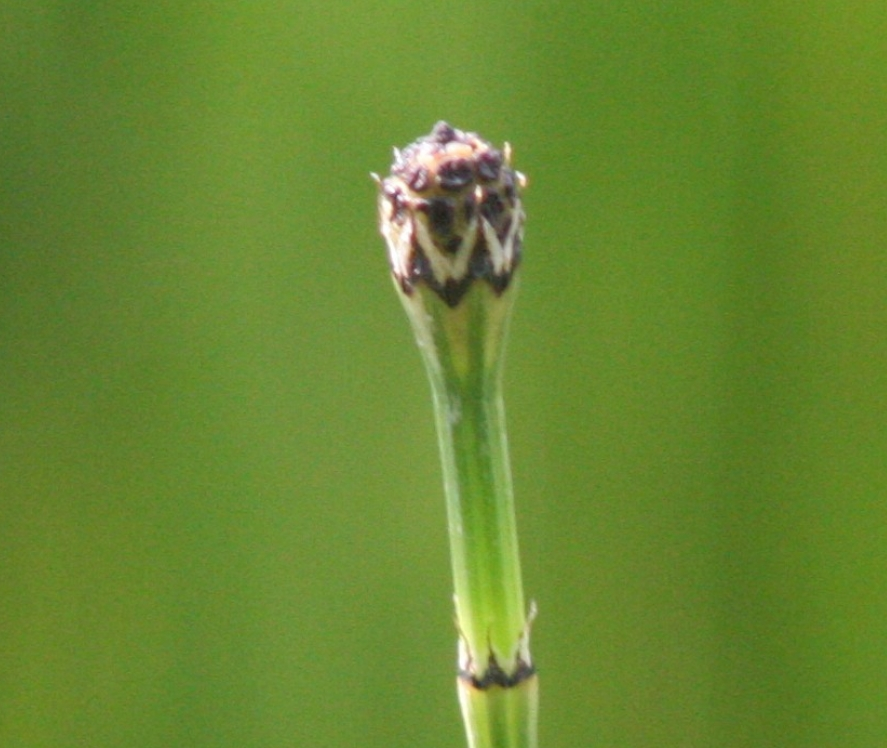
Strobilo
Giardino Botanico Alpino "Giangio Lorenzoni", Pian Cansiglio, Tambre d'Alpago (BL), 1000 m s.l.m. - 14/6/2009

- Strobilo: l'apparato riproduttivo è posto nello strobilo, struttura apicale ai fusti fertili. Lo strobilo è ricoperto quasi completamente dai sporofilli a forma di foglia peltata, ossia un corto peduncolo è inserito al centro della pagina inferiore di questa foglia modificata, mentre la parte opposta del peduncolo si collega all'asse centrale del fusto e quindi allo strobilo. La forma della foglia è irregolarmente esagonale. Tutto intorno all'estremità inferiore della foglia sono inseriti una decina di sporangi (i contenitori delle spore). Questi si aprono a maturità attraverso una fessura longitudinale.
- Spore: le spore sono del tipo isospore ossia sono tutte uguali (indifferenziate sessualmente); sono verdi e sferiche. La loro superficie è stratificata in quattro livelli sovrapposti: il più importante di tutti è il primo livello (quello più esterno chiamato esosporio) che lacerandosi lascia libere quattro appendici chiamate “elateri” (o apteri) che hanno la funzione di far muovere la spora essendo dotate di movimenti igroscopici (utili nel processo di disseminazione). Spore che in seguito secondo le condizioni ambientali produrranno un protallo maschile o femminile, dal quale poi, tramite la fecondazione di una oosfera da parte di un “spermatozoide” (o gamete maschile cigliato), potrà finalmente svilupparsi il nuovo sporofito (ossia altri fusti di “equiseto”)[1].
- Periodo di maturazione: per gli strobili lo sviluppo avviene prima di giugno, mentre le spore raggiungono la maturazione (sporulazione) nel periodo di giugno-settembre.

## Distribuzione e habitat
- Geoelemento: il tipo corologico (area di origine) è Circumboreale o anche Eurosiberiano.
- Diffusione: la diffusione sul territorio italiano è solo al nord, ed è considerata pianta rara. Fuori dall'Italia sui rilievi europei questa specie si può trovare sul Massiccio del Giura, sui monti Pirenei, sulle Alpi Dinariche e sui Carpazi. Nel resto dell'Europa è diffusa soprattutto nella parte settentrionale. Al di fuori dell'Europa si trova nel Nord America e in Asia.
- Habitat: questa pianta cresce soprattutto nelle sabbie dei torrenti dei piani montano e alpino, ma anche nelle torbiere; il substrato preferito è calcareo o calcareo-siliceo con valore basico di pH e terreno poco nutriente ma umido.
- Diffusione altitudinale: sui rilievi queste piante si possono trovare fino a 2500 m s.l.m.; frequentano soprattutto i seguenti piani vegetazionali: montano, subalpino ma anche alpino.

## Fitosociologia
Dal punto di vista fitosociologico la specie di questa scheda appartiene alla seguente comunità vegetale:
Formazione: comunità delle paludi e delle sorgenti
Classe: Scheuchzerio-Caricetea fuscae
Ordine: Caricetalia davallianae
Alleanza: Caricion atrofusco-saxatilis

## Usi

### Farmacia
- Sostanze presenti: acido silicico (fino al 15%), glucoside delle saponine (equisetonina), flavonoidi, piccole quantità di alcaloidi, resine e acidi organici (anche acido ascorbico), sostanze amare e altre sostanze minerali (sali di potassio, alluminio e manganese)[1].
- Proprietà curative: antiemorragiche, cicatrizzanti (accelera la guarigione di ferite), emostatiche (blocca la fuoriuscita del sangue in caso di emorragia), diuretiche (facilita il rilascio dell'urina), astringenti (limita la secrezione dei liquidi), antitubercolari e remineralizzanti (valide soprattutto per i malati di tubercolosi polmonare). Viene consigliato un uso moderato di questa pianta in quanto contiene l'enzima tiaminasi che ha la capacità di assorbire il complesso vitaminico B[4].

### Altri usi
Anche questo “Equiseto” come altri, anticamente veniva usato per la pulizia delle pentole grazie al suo alto contenuto di silice (in inglese il nome comune è Scouring Rush).

## Altre notizie
L'Equisetum variegatum è una pianta molto antica; si pensa che sia comparsa circa 300 milioni di anni fa. I resti fossili di alcune specie dell'ordine delle Equisetales indicano che erano piante diffuse già alla fine dal Devoniano (395 – 345 milioni di anni fa).